# Kajsa Gordan
Kajsa Gordan, född 3 juli 1958, är en svensk barnboksförfattare.
Gordan är bosatt i Bagarmossen utanför Stockholm.
Hon debuterade 2008 med boken Kärlek & Dynamit. Mellan åren 2011 och 2014 var hon ledamot i Författarförbundets sektionsstyrelse för barn- och ungdomsförfattare, varav de två sista som ordförande.